# Faraday Future

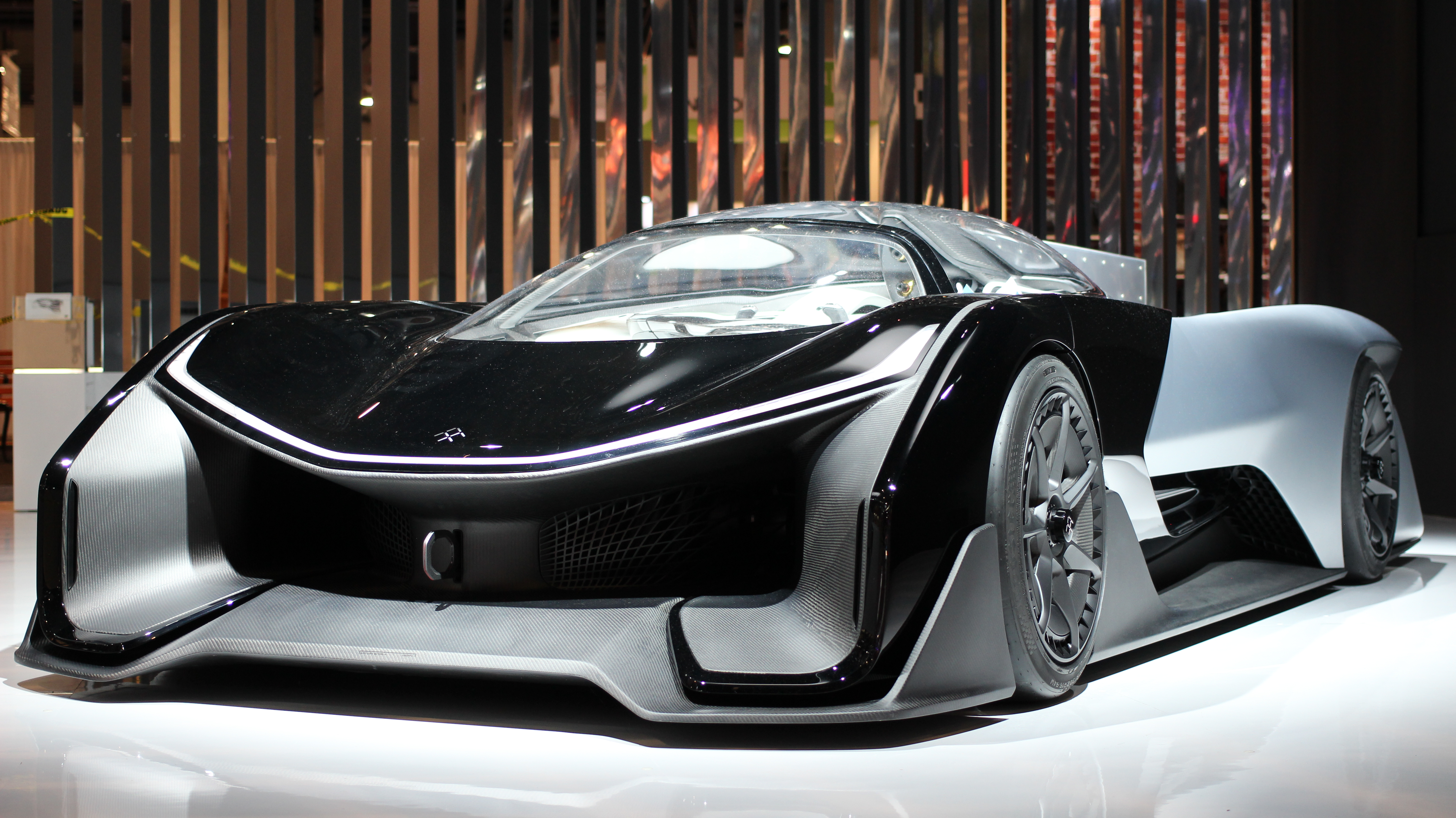
FF ZERO 1 Concept

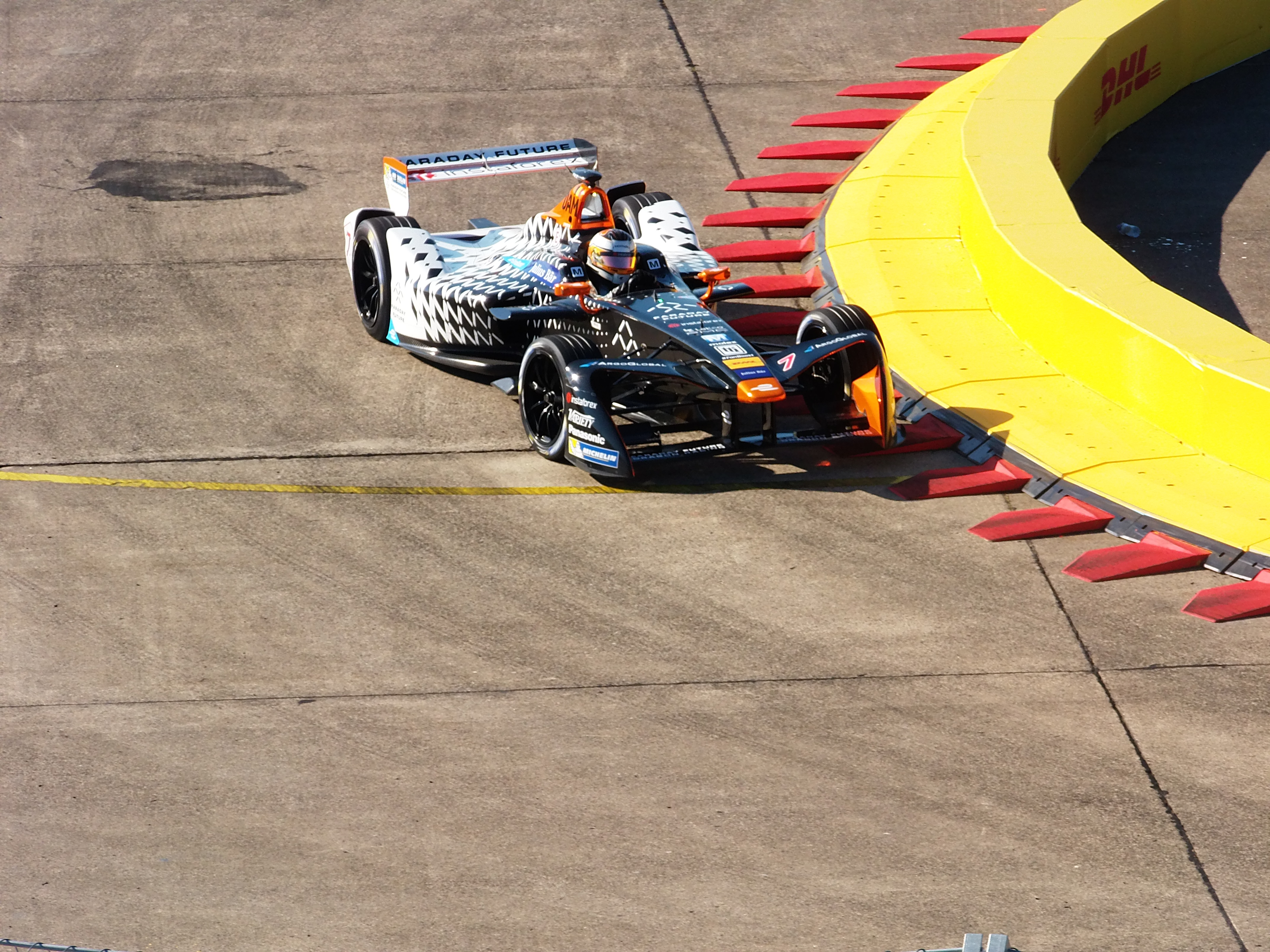
FF 701 w Formule E

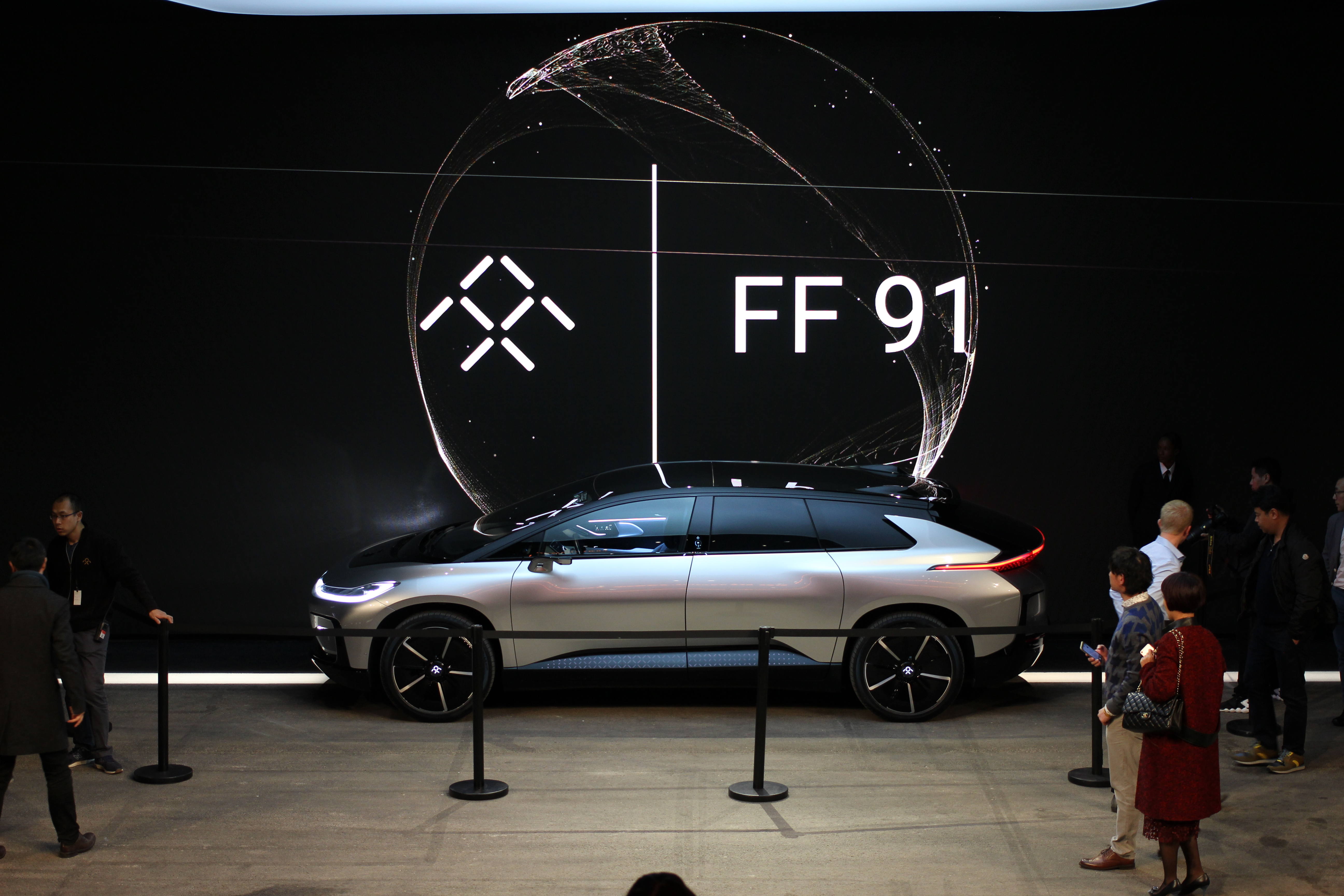
FF 91

Faraday Future – amerykański startup planujący produkcję elektrycznych samochodów osobowych z siedzibą w Los Angeles działający od 2014 roku.

## Historia
Startup Faraday Future założył w kwietniu 2014 roku działający w Stanach Zjednoczonych chiński przedsiębiorca Jia Yueting, obierając za siedzibę przedsiębiorstwa aglomerację kalifornijskiego Los Angeles. Celem, jaki obrano, było stworzenie przedsiębiorstwa koncentrującego się na produkcji samochodów elektrycznych konkurencyjnych wobec m.in. Tesli. Nazwa startupu została zaczerpnięta od nazwiska słynnego angielskiego naukowca Michaela Faradaya, nawiązując do uformowanego przez niego prawa indukcji elektromagnetycznej odgrywającego dziś istotną funkcję w technologii napędów elektrycznych.

### Kłopoty z budową fabryki
W listopadzie 2015 roku Faraday Future ogłosiło, że zainwestuje 1 miliard dolarów w budowę swojej pierwszej fabryki. Miesiąc później wytypowano lokalizację zakładu produkcyjnego, wybierając północne przedmieścia Las Vegas. Budowa fabryki rozpoczęła się w kwietniu 2016 roku, wraz z dodatkową niezbędną infrastrukturą określoną przez stan Nevada.
W październiku 2016 roku pojawiły się pierwsze informacje na temat kłopotów z budową - główny wykonawca budowy fabryki ogłosił, że Faraday Future posiada poważne zaległości finansowe wobec niego sięgające wówczas 21 milionów dolarów amerykańskich. Zapowiedziano wówczas, że sytuacja może skutkować wstrzymaniem prac budowlanych. Z powodu nieuregulowania zadłużenia, budowa fabryki Faraday Future została wstrzymana w połowie listopada 2016 roku.
W lipcu 2017 roku, 9 miesięcy po wstrzymaniu prac budowlanych nad budową fabryki Faraday Future w Las Vegas, kalifornijski startup ogłosił, że plany związane z tą inwestycją zostały anulowane i zakłady nie powstaną z powodu kłopotów finansowych. W marcu 2019 roku niedokończona budowa wraz z działką została wystawiona na sprzedaż za cenę 40 milionów dolarów amerykańskich, a kupca znaleziono pół roku później - jesienią tego samego roku.
W czerwcu 2018 roku Faraday Future ogłosił, że w finalnym etapie jest budowa fabryki w nowej lokalizacji - miasto Hanford w amerykańskim stanie Kalifornia. Inwestycję ukończono pod koniec 2018 roku.

### Kłopoty finansowe i restrukturyzacja
W grudniu 2017 roku pojawiły się spekulacje, że zawirowania związane z budową fabryki i konstrukcją pojazdów marki FF doprowadziły Faraday Future na skraj bankructwa. Istotny wpływ na zawirowania finansowe startupu miały także ogólne kłopoty finansowe dyrektora generalnego, Jia Yuetinga. Z ich powodu chiński biznesmen trafił na gospodarczą czarną listę CHRL, ostatecznie składając wniosek do federalnego sądu stanu Delaware o bankructwo w październiku 2019 roku.
Trudna sytuacja finansowa Faraday Future zmusiła do ogłoszenia w październiku zwolnień w 1000-osobowej załodze i cięć w pensjach pozostałych zatrudnionych, a kilka dni później Nick Samspon, współzałożyciel startupu zdecydował się z niego odejść w atmosferze konfliktu. Niespełna rok później, w sierpniu 2019 roku Faraday Future ogłosiło plan restrukturyzacji, w ramach której ze stanowiska dyrektora generalnego (CEO) odszedł jego charyzmatyczny założyciel - Jia Yueting.

### Pojazdy Faraday Future
W styczniu 2016 roku Faraday Future przedstawił swój pierwszy studyjny pojazd ZERO 1 Concept, który przyjął postać samochodu sportowego z napędem elektrycznym. Producent podjął decyzję o stosowaniu dla swoich pojazdów marki FF. W lipcu 2016 roku Faraday Future zaczął brać udział w wyścigach Formuły E ze swoim kolejnym pojazdem będącym tym razem samochodem wyścigowym. Z powodu finansowych kłopotów startupu, podjęto decyzję o wycofaniu się z tej dyscypliny półtora roku później - w listopadzie 2017 roku.
Pierwszym seryjnym samochodem Faraday Future został wyższe klasy crossover z napędem elektrycznym o nazwie FF 91. Światowa premiera pojazdu odbyła się w styczniu 2017 roku, jako głównego konkurenta określając Teslę Model X. W ciągu 48 godzin Faraday Future zebrało ponad 64 tysięcy rezerwacji na swój pierwszy samochód. W kwietniu tego samego roku pojawił się pierwszy przedprodukcyjny egzemplarz pojazdu na drogach Los Angeles.
Pod koniec sierpnia 2018 roku Faraday Future rozpoczął przedprodukcję FF 91 w zakładach przedsiębiorstwa w Hanford. Pierwsze dostawy zamówionych egzemplarzy miały ruszyć na początku 2019 roku, jednak nie udało się dotrzymać tego terminu. W listopadzie 2019 roku przedstawiono gotowy projekt kokpitu elektrycznego crossovera, wciąż nie podając daty rozpoczęcia się seryjnej produkcji i dostaw.

### Przełom i partnerstwo z Geely
W styczniu 2021 roku pogrążony w stagnacji z powodu braku wystarczającej płynności finansowej Faraday Future zdecydował się wkroczyć na amerykańską giełdę NASDAQ. W miesiąc później, w lutym amerykański startup zawarł porozumienie z chińskim potentatem branży motoryzacyjnej, koncernem Geely, a także tajwańskim koncernem specjalizującym się w produkcji elektroniki użytkowej, Foxconn. W rezultacie porozumienia, wielokrotnie przekładana produkcja flagowego crossovera FF 91 odbywać się miała nie tylko w Kalifornii, lecz w chińskich zakładach Geely na zlecenie Faraday Future. Partnerstwo z chińskim koncernem miało także ułatwić rozpoczęcie sprzedaży w tym kraju. 
Tymczasem, w ostatnim kwartale 2022 roku firma zbudowała pierwszą próbną serię FF 91 w Kalifornii, planując uruchomić seryjną produkcję w kolejnych tygodniach. Tego terminu nie udało się jednak zrealizować, a firma musiała zmierzyć się z odwołaniami rezerwacji oraz spadkiem wartości giełdowych akcji. W efekcie, dotychczasowy CEO Carsten Breitfeld został odwołany przez radę nadzorczą, a jego stanowisko objął nowy menedżer - Chińczyk Xuefeng Chen, który wdrożył plan naprawczy w celu dopełnienia podstawowych planów startupu. Działania te doprowadziły do realizacji kluczowego celu Faraday Future, 6 lat po prezentacji FF 91 - produkcja samochodu rozpoczęła się oficjalnie w kwietniu 2023, a dostawy pierwszych sztuk zrealizowano na przełomie maja i czerwca.

## Modele samochodów

### Obecnie produkowane
- FF 91

### Prototypy
- FF ZERO 1 Concept (2016)